# Habronattus waughi
Habronattus waughi là một loài nhện trong họ Salticidae.
Loài này thuộc chi Habronattus. Habronattus waughi được James Henry Emerton miêu tả năm 1926.